# Багно (фільм)
«Багно» (англ. Filth) — британська трагікомедія режисера Джона С. Бейрда (був також сценаристом і продюсером), що вийшла 2013 року. У головних ролях Джеймс Мак-Евой, Імоджен Путс. Стрічка знята за мотивами однойменного роману Ірвіна Велша
Продюсерами також були Марк Амін, Крістіан Енґермаєр та інші. Вперше фільм продемонстрували 16 вересня 2013 року у Японії на Кінофестивалі комеді у Старому місті Тайто.
В Україні у кінопрокаті фільм не демонструвався.

## Сюжет
Брюс Робертсон — детектив-сержант в Единбурзі, він без п'яти хвилин буде підвищений. Для цього йому потрібно знайти вбивцю японського студента. Проте Брюс зайнятий іншим: він плете інтриги проти своїх колег, вживає наркотики, п'є алкоголь і бігає за дівчатами. Цей бруд настільки заполонив Брюса, що він починає втрачати себе.

## У ролях
| Актор           | Персонаж                                | Роль                         |
| --------------- | --------------------------------------- | ---------------------------- |
| Джеймс Мак-Евой | Брюс Робертсон (англ. Bruce Robertson)  | детектив-сержант в Единбурзі |
| Імоджен Путс    | Аманда Драммонд (англ. Amanda Drummond) | співробітниця Брюса          |
| Джеймі Белл     | Рей Леннокс (англ. Ray Lennox)          | напарник Брюса               |
| Едді Марсан     | Блейдсі (англ. Bladesey)                | друг Брюса з масонської ложі |
| Джоан Фроґат    | Мері (англ. Mary)                       | знайома Брюса                |
| Джим Бродбент   | доктор Россі (англ. Dr. Rossi)          | лікар Брюса                  |
| Ієн де Кестекер | Окі (англ. Ocky)                        |                              |

## Критика
Фільм отримав позитивні відгуки: Rotten Tomatoes дав оцінку 76 % на основі 38 відгуків від критиків (середня оцінка 6,8/10). Загалом на сайті фільми має позитивний рейтинг, фільму зарахований «стиглий помідор» від кінокритиків, Internet Movie Database — 7,1/10 (79 727 голосів), Metacritic — 70/100 (8 відгуків критиків). Загалом на цьому ресурсі від критиків фільм отримав позитивні відгуки.

## Касові збори
Під час показу у Великій Британії, 29 вересня 2013 року, протягом першого тижня фільм показали у 38 кінотеатрах і він зібрав 247,860 £. Показ фільму протривав 5 тижнів і за цей час фільм зібрав у прокаті 3,849,986 £ при бюджеті 5 млн $.

## Нагороди і номінації
Стрічка брала участь у наступних кінорейтингах:
| Рік  | Нагорода                             | Категорія                         | Номінант           | Результат |
| ---- | ------------------------------------ | --------------------------------- | ------------------ | --------- |
| 2013 | Премія британського незалежного кіно | Найкращий актор                   | Джеймс Мак-Евой    | Перемога  |
| 2013 | Премія британського незалежного кіно | Найкращий режисер                 | Джон С. Бейрд      | Номінація |
| 2013 | Премія британського незалежного кіно | Найкраща актриса другого плану    | Ширлі Гендерсон    | Номінація |
| 2013 | Премія британського незалежного кіно | Найкращий актор другого плану     | Едді Марсан        | Номінація |
| 2013 | Премія британського незалежного кіно | Найкращі досягнення у виробництві |                    | Номінація |
| 2013 | Key Art Awards                       | Найкращий трейлер — аудіо /відео  | Zealot Productions | Номінація |